# Lamar Hunt U.S. Open Cup 2011
La Lamar Hunt U.S. Open Cup 2011 è stata la novantottesima edizione della coppa nazionale statunitense. È iniziata il 14 giugno 2011 e si è conclusa il 4 ottobre 2011.
Il torneo è stato vinto dal Seattle Sounders che ha battuto in finale i Chicago Fire per 2-0.

## Squadre partecipanti

### MLS
- Chicago Fire
- Columbus Crew
- FC Dallas
- LA Galaxy
- N.Y. Red Bulls
- Real Salt Lake
- Seattle Sounders
- Sporting K.C.

### NASL
Il 7 febbraio 2011, la USSF annunciò che nessuna squadra della lega avrebbe preso parte alla competizione per il mancato permesso che non arrivò entro i tempi stabiliti.

### USL Pro
- Charleston Battery
- Charlotte Eagles
- Dayton Dutch Lions
- Harrisburg City I.
- Los Angeles Blues

- FC New York
- Orlando City
- Pittsburgh Riverhounds
- Richmond Kickers
- Rochester Rhinos
- Wilmington Hammerheads

### NPSL
- Brooklyn Italians
- Chattanooga FC
- Hollywood United Hitmen
- Madison 56ers

### PDL
- Carolina Dynamo
- Central Florida Kraze
- Chicago Fire Premier
- Chivas El Paso Patriots
- Kitsap Pumas
- Reading Utd
- Real Colorado Foxes
- Ventura C.F.
- Western Mass Pioneers

### USASA
- Aegean Hawks
- Doxa Italia
- DV8 Defenders
- Iowa Menace
- ASC New Stars
- Pancyprian F.
- Regals FC
- Phoenix SC

## Date
| Turno            | Data           |
| ---------------- | -------------- |
| Primo turno      | 14 giugno 2011 |
| Secondo turno    | 21 giugno 2011 |
| Terzo turno      | 28 giugno 2011 |
| Quarti di finale | 12 luglio 2011 |
| Semifinali       | 30 agosto 2011 |
| Finale           | 4 ottobre 2011 |

## Ottavi di finale
| Squadra 1              | Risultato | Squadra 2        |
| ---------------------- | --------- | ---------------- |
| Richmond Kickers       | 2 - 1     | Columbus Crew    |
| Chicago Fire           | 1 - 0     | Rochester Rhinos |
| FC New York            | 1 - 2     | N.Y. Red Bulls   |
| Chicago Fire Premier   | 0 - 3     | Sporting K.C.    |
| Orlando City           | 2 - 3     | FC Dallas        |
| Wilmington Hammerheads | 0 - 2     | Real Salt Lake   |
| Kitsap Pumas           | 0 - 2     | Seattle Sounders |
| Los Angeles Blues      | 1 - 2     | LA Galaxy        |

## Quarti di finale
| Squadra 1        | Risultato | Squadra 2        |
| ---------------- | --------- | ---------------- |
| N.Y. Red Bulls   | 0 - 4     | Chicago Fire     |
| Richmond Kickers | 2 - 0     | Sporting K.C.    |
| Real Salt Lake   | 0 - 2     | FC Dallas        |
| LA Galaxy        | 1 - 3     | Seattle Sounders |

## Semifinali
| Squadra 1        | Risultato | Squadra 2        |
| ---------------- | --------- | ---------------- |
| Richmond Kickers | 1 - 2     | Chicago Fire     |
| FC Dallas        | 0 - 1     | Seattle Sounders |

## Finale
| Arbitro: | Alex Prus |

|  |           |                          |
|  | Marcatori | Montero 77’ Alonso 90+6’ |